# Mateo Wansing Lorrio
Mateo Wansing Lorrio (* 1997) ist ein deutscher Schauspieler.

## Leben
Mateo Wansing Lorrio spielte erstmals 2007/2008 als Kinderdarsteller die Titelrolle in dem Kurzfilm Robin, für den er mehrere internationale Darstellerpreise erhielt.
Es folgen bis heute diverse Haupt- und Nebenrollen in Fernsehproduktionen, wie 112 – Sie retten dein Leben, Tatort oder Der Lehrer, und in Kurzfilmen, wie Gekidnapped oder Hiebfest.  
Dabei verkörpert Wansing Lorrio häufig die Rolle eines mental, psychisch oder in seiner persönlichen Entwicklung eingeschränkten oder auffälligen bis gestörten Charakters: Nachdem er in Robin einen 8-Jährigen spielte, der seine kleine Schwester tötet, aus Angst, die Familie verlassen zu müssen, mimte er in Alarm für Cobra 11 – Die Autobahnpolizei einen autistischen Jungen, der das Sonnensystem mitten auf die Autobahn zeichnet. Sowohl in Hiebfest, als auch in Der Lehrer (Episode: Sie sind mein L-Lieblingslehrer!) spielte Wansing Lorrio jeweils an der Seite von Max Schimmelpfennig dessen geistig behinderten jüngeren Bruder. Kontrastierend dazu verkörpert er in dem deutschen Gangsterthriller Spielmacher (2018) die tragende Rolle des talentierten Nachwuchsfußballers Lukas, der an der Seite von Frederick Lau an einen Wettmafiaboss (Oliver Masucci) gerät.
Wansing Lorrio studierte von 2017 bis 2021 Schauspiel an der Filmuniversität Babelsberg Konrad Wolf in Potsdam.

## Filmografie
- 2007/2008: Robin
- 2008: 112 – Sie retten dein Leben (Daily Soap; Episode Eine feurige Hochzeit)
- 2009: Alarm für Cobra 11 – Die Autobahnpolizei (Serie; Episode Genies unter sich)
- 2010: Tatort: Schmale Schultern
- 2011: Gekidnapped
- 2012: Töte mich
- 2012: Riskante Patienten
- 2015: Hiebfest
- 2016: Der Lehrer (Serie; Episode Sie sind mein L-Lieblingslehrer!)
- 2016: Dort oben ist noch Platz frei
- 2017: Nicht tot zu kriegen (Serie; Episode Daggi, Mama und der Hochzeitstag)
- 2017: 14,74 oder Das Streben nach Mittelmäßigkeit (Kurzfilm)
- 2018: Spielmacher
- 2018: Schwarzer Regen (Kurzfilm)
- 2020: Masel Tov Cocktail
- 2022: High Hopes (Kurzfilm)
- 2022: Tatort: Katz und Maus

## Auszeichnungen
- 2008: Internationales Filmfestival Ourense – Best Actor Award
- 2009: Sapporo International Short Film Festival – Best Child Actor Award[9]